# بريت أندرسون
بريت أندرسون (بالإنجليزية: Brett Anderson) (و. 1967  م) هو مغن ومؤلف، وكاتب أغاني، وعازف قيثارة، وملحن، ومغني بريطاني.

## التعليم
تعلم في كلية لندن الجامعية.

## وصلات خارجية
- بريت أندرسون على موقع IMDb (الإنجليزية)
- بريت أندرسون على موقع ميوزك برينز (الإنجليزية)
- بريت أندرسون على موقع إن إن دي بي (الإنجليزية)
- بريت أندرسون على موقع أول ميوزيك (الإنجليزية)
- بريت أندرسون على موقع ديسكوغز (الإنجليزية)
- بريت أندرسون على موقع قاعدة بيانات الفيلم (الإنجليزية)

- بريت أندرسون في قاعدة بيانات الأفلام على الإنترنت